# NBA Live 2002
NBA Live 2002 är ett spel i NBA Live-serien. Spelomslaget pryds av Steve Francis, som då spelade för Houston Rockets. Spelet utvecklades av EA Sports, och släpptes 2001. Kommentatorer är Don Poier och Bob Elliot.

## Musik
Spelet innehåller spåren "Crunch" och "Rollin' Along" av Moka Only, det senare med Abstract Rude, två spår av Swollen Members "Lady Venom" och "Deep End" och ett spår av The Crystal Method, "The Winner".

### Fotnoter
1. ↑  Andrew Begley. ”Wade one of NBA Live's most successful cover players” (på engelska). NBA Live. http://www.nba-live.com/wayback-wednesday-wade-one-of-nba-lives-most-successful-cover-players/. Läst 20 maj 2014.